# Gare de Santa Barbara
La  gare de Santa Barbara est une gare ferroviaire des États-Unis située à Santa Barbara en Californie.
C'est une  gare avec personnel desservie par Amtrak.

## Histoire
Elle est construite en 1902 dans le style Mission Revival par l'architecte Francis W. Wilson (en)

## Service des voyageurs

### Desserte
- Lignes d'Amtrak[1] :
  - Le Coast Starlight : de Los Angeles à Seattle
  - Le Pacific Surfliner : de San Diego à San Luis Obispo